# Delley-Portalban
Delley-Portalban är en kommun i distriktet Broye i kantonen Fribourg, Schweiz. Kommunen skapades den 1 januari 2005 genom sammanslagningen av de tidigare kommunerna Delley och Portalban. Delley-Portalban hade 1 339 invånare (2023).